# Sententiarum libri III
I tre libri delle Sentenze sono, dopo le Etimologie, l’opera più letta di Isidoro di Siviglia, conservata in più di cinquecento manoscritti. Pierre Cazier le ha definite “il coronamento di tutta la vita di Isidoro, di tutto il suo insegnamento pastorale, la sua opera più personale, quella che meglio traduce il suo progetto di Vescovo per la Chiesa del suo tempo; in qualche modo, il suo testamento spirituale”.

## Il titolo
Centrale è, anzitutto, la questione del titolo, su cui la tradizione manoscritta non fornisce informazioni chiare: alcuni manoscritti non riportano alcuna indicazione, perché mutili nella parte iniziale, altri invece introducono l’opera con perifrasi che riassumono brevemente il contenuto. Fondamentali sono dunque alcune testimonianze esterne cronologicamente vicine all’autore, tra cui la Renotatio di Braulione di Saragozza, il De viris illustribus di Ildefonso di Toledo e gli atti del concilio tenutosi a Toledo nel 635: in tutti questi casi, l’opera compare con il nome di Libri Sententiarum, dunque si può ragionevolmente ritenere che questo fosse il titolo scelto dall’autore.

## La datazione
Altrettanto problematica è la questione della datazione, perché le Sentenze sono l’unica opera di Isidoro priva di un prologo che espliciti il destinatario e le intenzioni dell’autore. José de Adalma e José Martìn Iglesias, sebbene partano da studi e presupposti differenti, si collocano sulla stessa linea: il primo data l’opera tra il 612 e il 615, il secondo al 614. Pierre Cazier posticipa al 633, mentre Jacques Elfassi ritiene impossibile stabilire una datazione precisa, perché gli indizi sono insufficienti. Il problema resta dunque aperto.

## Struttura, lingua e stile
Isidoro, partendo da un consolidato genere letterario che si caratterizza per la giustapposizione di frasi brevi e isolate, offre qui un’essenziale ma non lacunosa esposizione della fede, presentando la dottrina dei suoi predecessori arricchita con il proprio contributo personale, e scrivendo di fatto la prima Summa theologiae del Medioevo. Le Sentenze si caratterizzano per una grande sintesi, e l’impostazione generale è diversa rispetto a quella delle altre opere: la verità teologica è presentata attraverso una serie di sentenze commatiche, brevi ma categoriche. L’esordio ha un ritmo oracolare, procede quasi a scatti, e la scansione del discorso in paragrafi mostra chiaramente lo sviluppo dell’argomento, evitando però la frammentazione, perché la successione degli elementi dottrinali avviene con fluidità e naturalezza. Lo stile, sebbene curato, non cerca ornamenti, ma punta all’immediatezza. La lingua presenta tratti di semplicità e disinvoltura tipici del parlato, così da portare il lettore alla comprensione senza lo schermo della difficoltà della parola.

## Il contenuto dei libri
L’esposizione inizia, nel primo libro, con la trattazione di Dio e della sua natura trinitaria: Egli è invisibile, ma conoscibile attraverso la bellezza delle creature e le immagini scritturali. Segue la descrizione dell’intervento divino nella storia, operato per mezzo dell’Incarnazione: esso continua direttamente nell’operato della Chiesa, alla quale sono affidati l’interpretazione della Scrittura e i sacramenti, volti a condurre l’uomo al suo destino di gloria[2]. Nella parte conclusiva del libro Isidoro tratta della fine dei tempi: la venuta dell’Anticristo, il Giudizio, la punizione degli empi e la ricompensa degli eletti, quest’ultima particolarmente sottolineata. Il secondo libro presenta le prospettive del Bene, che trova il suo ambiente vitale nelle virtù teologali, alimentate dalla Grazia, colei che guida i peccatori alla conversione. La conversione, di fondamentale importanza nella trattazione, è descritta come un cammino da percorrere in più tappe, ed è esemplificata attraverso la presentazione di alcuni modelli di perfetta santità. Segue poi una disamina dei peccati, distinti a seconda della gravità: Isidoro parla di “amore per il peccato”, “volontà di peccato” e “necessità di peccato”, soffermandosi sui meccanismi della coscienza e sul ruolo dell’intenzione. Poiché il peccato nasce dalla debolezza della carne e dalle insinuazioni del diavolo, esso può essere sconfitto soltanto attraverso la preghiera, la meditazione e la lettura delle Scritture, da compiersi con assiduità e umiltà. Il terzo libro si concentra invece sulle applicazioni pratiche, introducendo un confronto tra vita attiva e vita contemplativa. Dopo aver esortato i monaci a disprezzare il mondo e a tenersi da esso separati, Isidoro esamina alcuni problemi che caratterizzano i rapporti sociali, primi tra tutti l’eccesso di orgoglio, l’ipocrisia e la gelosia, i quali devono essere evitati soprattutto dal clero, che al contrario dovrebbe agire secondo discrezione e discernimento. Vengono infine esaminate le qualità che dovrebbero possedere i governanti: giustizia, pazienza, condotta impeccabile, rispetto della legalità e del ruolo della Chiesa.

## Posterità letteraria
Come già accennato, le Sentenze, conservate in oltre cinquecento manoscritti, ebbero grandissima fortuna nel Medioevo, già a partire dall’epoca carolingia, come ha dimostrato Jacques Elfassi, che ha individuato almeno ventidue testi composti nel IX secolo che ne riportano degli estratti. Riferimenti alle Sentenze si trovano, anche nei secoli successivi, in testi ascetici e spirituali (come il Liber de virtutibus et vitiis di Alcuino), in testi agiografici, in sermoni, in testi cronachistici (soprattutto quelli di Salimbene da Adam) e in commentari esegetici.